# التوزيع الجغرافي للتوجهات الجنسية
التوزيع الجغرافي للتوجهات الجنسية يصعب القيام بها لعدة أسباب. إحدى الأسباب الرئيسية للفرق في النتائج الإحصائية المتعلقة بالمثلية الجنسية وازدواجية الميول الجنسية له علاقة بطبيعة الأسئلة البحثية. وتتم مناقشة دراسات بحثية رئيسية على التوجه الجنسي. تعتمد معظم الدراسات المذكورة أدناه في بيانات التقرير الذاتي، مما يشكل تحديات للباحثين بالتحقيق في موضوع حساس.الأهم من ذلك أن الدراسات تميل إلى تشكل مجموعتين من الأسئلة. وتدرس المجموعة الأولى بيانات التقرير الذاتي للتجارب الجنسية المثلية، والجاذبية، بينما تدرس المجموعة الأخرى بيانات التقرير الذاتي للهوية الشخصية كمثلي الجنس أو ثنائي الجنس.

## وقوع مقابل انتشار
يجرى تمييز مهم آخر بين ما يسميه خبراء الإحصاء الطبي وقوع وانتشار. على سبيل المثال، حتى إن اتفقت دراستين على معيار مشترك لتحديد الميول الجنسية، الدراسة الأولى قد تعتبر هذا كتطبيق لأي شخص من أي وقت مضى يتوافق مع المعيار، بينما الدراسة الآخرى قد تعتبر ذلك فقط إذا كانت قدأجريت خلال السنة من الدراسة الاستقصائية. وفقًا للجمعية الأميريكية لعلم النفس، التوجه الجنسي يشير إلى «نمط دائم من الجذب العاطفي والرومانسي، و/أو الجنسي للرجل أو المرأة، أو كلا الجنسين»، فضلا عن «إحساس الشخص بالهوية استنادًا إلى تلك المعالم والسلوكيات ذات الصلة، والعضوية في مجتمع الآخرين الذين يشتركون في تلك المعالم». لذلك، يمكن للشخص أن يكون عازب ولا يزال يعرف بأنه ثنائي الجنس أو مثلي الجنس على أساس الميول الرومانسية.

## التصور الغربي للمثلية الجنسية مقابل بقية العالم
هناك هو نقص في معلومات عن السلوك الجنسي في معظم البلدان النامية. المصادر المحدودة المتاحة تشير إلى أنه على الرغم التحديد الذاتي بالمثلية الجنسية قد تحدث نادرًا نسبيًا، وانتشار السلوك مثلي الجنس هو أعلى. فلَم يتم اتخاذ هؤلاء الرجال بعين الاعتبار في بعض الدراسات الهوية الجنسية التي قد تؤدي إلى نقص في الإبلاغ وعدم الدقة.

## أهمية وجود التركيبة السكانية الموثوقة
البيانات الموثوقة عن حجم السكان مثلي الجنس ومثليات الجنس تكون قيمة للإعلام السياسة العامة. على سبيل المثال، ستساعد بيانات التركيبة السكانية حساب تكاليف وفوائد الشراكة المحلية، أثر إضفاء الطابع القانوني على اعتماد مثلى. وعلاوة على ذلك، معرفة حجم «السكان المثليين والمثليات واعدة لمساعدة علماء الاجتماع فهم مجموعة واسعة من الأسئلة الهامة حول الطبيعة العامة من الخيارات بشأن سوق العمل، وتراكم رأس المال البشري، والتخصص داخل الأسر، والتمييز، والقرارات حول الموقع الجغرافي».

## تقارير كينسي
اثنان من الدراسات الأكثر شهرة عن التركيبة السكانية للتوجه الجنسي البشري هي للدكتور ألفريد كينسي السلوك الجنسي عند ذَكَر الإنسان (1948) والسلوك الجنسي عند أنثى الإنسان (1953).
هذه الدراسات تستخدم فيها طائفة مؤلفة من سبع نقاط لتعريف السلوك الجنسي، من 0 للجنس الآخر تماما إلى 6 للجنسية المثلية تماما. كينزي خلص إلى أن نسبة مئوية صغيرة من السكان إلى درجة واحدة أو لآخر من أصحاب الميول الجنسية المثلية (تقع على المقياس من 1 إلى 6). وأفاد أيضا أن 37% من الرجال في الولايات المتحدة قد حققوا النشوة من خلال الاتصال مع ذكر آخر بعد فترة المراهقة، وقد حققت 13% من النساء النشوة الجنسية من خلال الاتصال مع امرأة أخرى.
نتائجه، ومع ذلك، قد تم التنازع عليها، لا سيما في عام 1954 بفريق مكون من جون توكي، فريدريك موستيلير وويليام زاي كوكران، الذين ذكروا أن الكثير من عمل كينزي استنادا إلى عينات راحة بدلاً من عينات عشوائية، وأنه بهذا يكون عرضه للتحيز.
بول جبهارد، خليفة كينزي ومدير معهد كينسي للأبحاث الجنسية، كرس سنوات لمراجعة بيانات كينزي واعدام الملوثات المزعومة. وفي عام 1979، خلص جبهارد (مع آلان جونسون) أن أيًا من تقديرات كينزي الأصلية تأثرت بشكل كبير من الانحياز الظاهر، ووجد أن 36.4٪ من الرجال قد تشارك في كل الأنشطة الجنسية الغيرية ومثلية الجنس، في مقابل كينزي 37٪.

## نتائج المسح الحديثة
الانتقادات الأخيرة لهذه الدراسات تفيد أنه بسبب الاعتماد على التحديد الذاتي للهوية، قد يكون عدد الانتشار لناس أقل من الحقيقة مع تاريخ من نفس الجنس السلوك و/أو الرغبة.

### أستراليا
2003
أجري الاستطلاع الأكبر والأكثر شمولاً في أستراليا حتى الآن بمقابلة هاتفية مع 19,307 من المجيبين بين سن 16 و 59 في عام 2001/2002.
ووجدت الدراسة أن 97.4% من الرجال حددوا أنفسهم كمحب للجنس الآخر، و1.6% كمثلي الجنس و0.9 في المائة كمزدوج الميول الجنسية. أما النساء فحددت 97.7% منهن كمحبات للجنس الآخر و0.8% مثليّات و1.4 في المئة منهن مزدوجات الميول الجنسية. ومع ذلك، أفاد 8.6 في المئة من الرجال و 15.1 في المئة من النساء بالإحساس بمشاعر الجذب إلى نفس الجنس أو بعض التجارب الجنسية مع نفس الجنس. عموما، 8.6 في المئة من النساء و 5.9 في المئة من الرجال ذكروا بعض التجربة الجنسية المثلية في حياتهم؛ هذه الأرقام انخفضت إلى 5.7% و 5,0% على التوالي عندما استبعدت التجربة جنسية غير التناسلية. نصف الرجال وثلثي النساء الذين كانت لهم تجربة جنسية من نفس الجنس اعتباروا أنفسهم كمحب للجنس الآخر بدلاً من المثلية الجنسية.
2014
وهذه الدراسة استكمالا للدراسة أعلاه؛ فإنها تستخدم نفس المنهجية، هي عينة كبيرة على قدم المساواة، وطائفة أوسع من سن (16-69). ووجدت الدراسة أن 96.8 في المئة من العينة الكاملة (أو 97 في المئة من الرجال و 96 في المئة من النساء) حددوا الانجذاب للجنس الآخر، في تدني من النتائج التي توصل إليها (97.5%) في عام 2003. النساء أكثر تعرضا من الرجال بتحديد ثنائية الجنس. كانت النساء أقل عرضه من الرجال تقرير على سبيل الحصر بالانجذاب للجنس الأخر الجنس أو المثليين؛ 9 في المئة رجال و 19 في المئة من النساء لديهم تاريخ ما من الانجذاب لنفس الجنس. هوية مثلى الجنس كانت أكثر شيوعًا بين الرجال ذوي التعليم العالي والذين يعيشون في المدن وأقل شيوعاً بين الرجال ذو وظائف عمالية. عدد أكبر من النساء المحددات بالمثلية أو ثنائية الجنس من عام 2001 – 2002. وبالمثل، ذكرت المزيد من النساء تجربة مع نفس الجنس وجاذبية مع نفس الجنس. وكان العديد من الرجال ذوي الميول الجنسية المثلية (53%) والنساء المثليّات جنسيًا (76%) لديهم بعض الخبرة مع الشريك الآخر بالجنس.

### كندا
1988
وجدت دراسة من 5514 طلاب الكليات والجامعات الذين تقل أعمارهم عن 25 أن 1 في المئة منم كانوا مثليّ الجنس و1 في المئة كانوا ثنائيّ الجنس.

### الدنمارك
1992
ووجدت دراسة عشوائية (أجريت على 1373 شخص) أن 2.7٪ من الرجال الذين استجابوا للاستبيان كانت لهم تجربة مثلية الجنس (الجماع).

### فرنسا
1992
ووجدت دراسة أجريت على 20055 شخص أن 4.1٪ من الرجال و2.6٪ من النساء كانوا مارسوا لمرة واحدة على الأقل الجماع مع شخص من نفس الجنس خلال حياتهم.

### إيرلندا
2006
دراسة أجريت على 7441 مستجوب، قامت بها (إي إس أر أي)، وجدت أن 2.7٪ من الرجال و 1.2٪ من النساء عرفوا أنفسهم على أنهم مثلي جنس أو ثنائي الجنس. وجد سؤال على أساس متغير من سلم كينسي أن 5.3٪ من الرجال و 5.8٪ من النساء ذكروا وجود بعض الجاذبية من نفس الجنس. من الذين شملهم الاستطلاع، ذكرّ 7.1٪ من الرجال و4.7٪ من النساء وجود تجربة جنسية مثلية بعض الوقت في حياتهم حتى الآن. كما وجد أن 4.4٪ من الرجال و1.4٪ من النساء أفادوا بوجود «تجربة تناسلية مع نفس الجنس» (الجنس عن طريق الفم أو الشرج، أو أي اتصال بالأعضاء التناسلية للآخرين) في حياتهم حتى الآن.

### نيوزيلاندا
2007
في استطلاع مجهول من 8,000 نيوزيلنديًا من طلبة المدارس الثانوية التي أجرتها جامعة أوكلاند، حسبما ذكرت فإن 0.9٪ من الذين شملهم الاستطلاع يُجذبون لنفس الجنس، و3.3٪ لكلا الجنسين و1.8٪ على أي منهما.

### النرويج
1988
في استطلاع عشوائي من 6300 نرويجي، ذكر 3.5% من الرجال و3% من النساء أن لديهم تجربة مثلية الجنس في وقت ما من حياتهم.

### المملكة المتحدة
1992

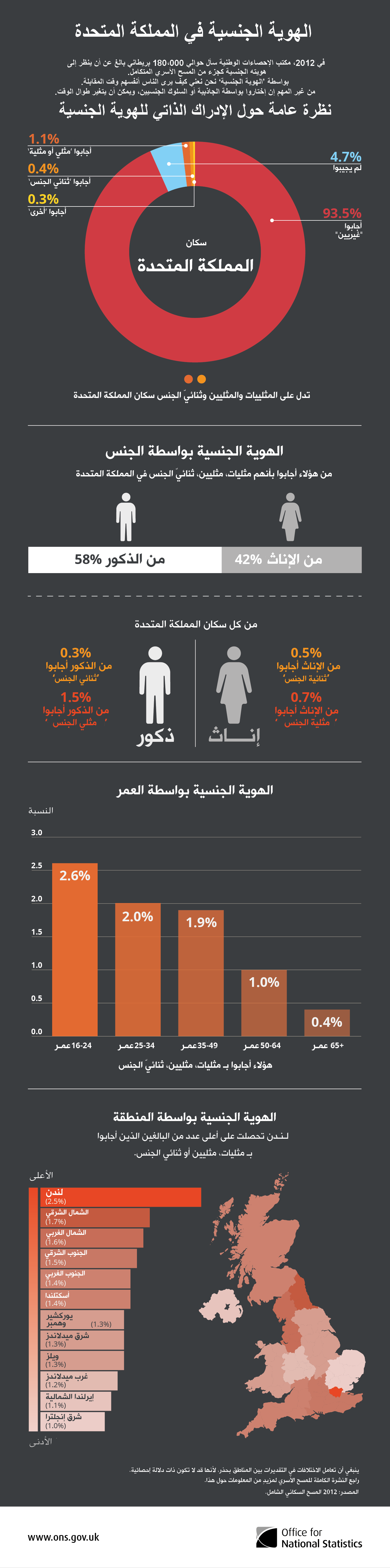
الهوية الجنسية في المملكة المتحدة، 2012.

وجدت دراسة على 8,337 من الرجال البريطانيين أن 6.1% كانت لهم «تجربة مثلية الجنس»، وأن 3.6% لهم شريك مثلي الجنس دائمًا.
2005
أعدت وزارة الخزانة ووزارة التجارة والصناعة البريطانية مسحًا لمساعدة الحكومة على تحليل الآثار المالية المترتبة على قانون الشراكات المدنية (مثل المعاشات والميراث والمزايا الضريبية). خلص المسح إلى أنه كان هناك 3.6 مليون من السكان مثليّ الجنس في بريطانيا أي حوالي 6% من مجموع السكان، أو 1 من 16.66 من الناس.
2010
وجدت دراسة استقصائية تمثيلية من 238,206 بريطاني، بأن 1% منهم حددوا أنفسهم كمثلي أو مثلية و 0.5 في المئة قالوا أنهم ثنائي الجنس. و3 بالمئة لا يعرفون أو لم يرغبوا بالإجابة.
2011
المسح الأسري الشامل، مكتب الإحصاءات الوطنية، يعطي الأرقام التالية للفترة من نيسان/أبريل 2011 إلى آذار/مارس 2012:
- 1.1 في المئة من سكان المملكة المتحدة الذين شملتهم الدراسة، أي ما يقرب من 545,000 من البالغين، عرفوا أنفسهم على أنهم مثلي الجنس أو مثلية.
- 0.4 في المئة من سكان المملكة المتحدة الذين شملتهم الدراسة، أي ما يقرب من 220,000 من البالغين، عرفوا أنفسهم على أنهم ثنائيّ الجنس.
- 0.3 في المئة عرفوا أنفسهم بـ«أخرى».
- 3.6 في المئة من البالغين ذكروا أنهم لا يعرفون، أو رفضوا الإجابة.
- 0.6 في المئة من المستطلعين «لم يردوا» على السؤال.
- 2.7 في المئة من الذين تتراوح أعمارهم بين 24 سنة إلى 16 سنة في المملكة المتحدة عرفوا أنفسهم بأنهم مثليّ الجنس، أو مثلية أو ثنائي الجنس، مقارنة مع 0.4 في المئة من البالغين من العمر 65 سنة وأكثر.

### الولايات المتحدة
2012
ذكر تقرير لمؤسسة غالوب نشر في تشرين الأول/أكتوبر 2012 من قبل معهد ويليامز أن 3.4 في المئة من الغين في الولايات المتحدة حددوا أنهم مثليات ومثليين وذوي ميول الجنسية ثنائية أو متحولين إلى الجنس الآخر. أكثر الأقليات تعرضًا لتحديد كغير-مغاير؛ 4.6 في المئة السود، 4.0 في المئة من أصول لاتينية و 3.2 في المئة من البيض. الأشخاص الأصغر سنًا، الذين تتراوح أعمارهم بين 18 – 29 سنة، كانوا ثلاث مرات أكثر عرضه لتحديد تعريف أنفسهم بالمثليين من كبار السن فوق سن ال 65 سنة، بنسبة 6.4 في المئة و 1.9 في المئة، على التوالي.
2014
في أول مسح حكومي واسع النطاق لقياس الميول الجنسية للأميركيين، ذكر المركز الوطني للإحصاءات الصحية الأميريكي في يوليو 2014 أن 1.6 في المئة من الأميريكيين عرفّ نفسه بأنه مثلي الجنس أو مثلية، و 0.7 في المئة حدد تعريفه بثنائي الجنس. 1.5 في المئة من النساء عرفوا أنفسهم بأنهن مثليات و0.9 بالمئة منهن قالوا أنهن ثنائيات الجنس، في حين 1.8 في المئة الرجال عرفوا بأنفسهم أنهم مثلي الجنس و0.4 بالمئة ثنائي الجنس.

## المدن الكبرى

### البرازيل
في استطلاع أجرته جامعة ساو باولو سنة 2009، في 10 مدن برازيلية كبرى، تبين أن 7.8 بالمئة من الرجال كانوا مثليين و2.6 بالمئة ثنائي الجنس بأجمالي 10.4%، بينما من النساء 4.9 كنّ مثليات و1.4% ثنائي الجنس بأجمالي 6.3%.
كانت ريو دي جانيرو هي المدينة التي بها مثليين وثنائي الجنس من الرجال بنسبة 14.30%، ومدينة ماناوس بها أكبر نسبة من النساء المثليات وثنائيات الجنس بلغت 10.20%.
| مرتبة | المدينة        | السكان ال جي بي تي | السكان ال جي بي تي |
| مرتبة | المدينة        | النسبة المئوية     | المرتبة            |
| ----- | -------------- | ------------------ | ------------------ |
| 1     | ريو دي جانيرو  | 14.30%             | 1                  |
| 2     | فورتاليزا      | 9.35%              | 2                  |
| 3     | ماناوس         | 8.35%              | 3                  |
| 4     | ساو باولو      | 8.20%              | 4                  |
| 5     | سالفادور       | 8.05%              | 5                  |
| 6     | برازيليا       | 7.95%              | 6                  |
| 7     | بيلو هوريزونتي | 6.85%              | 7                  |
| 8     | كوريتيبا       | 6.55%              | 8                  |
| 9     | بورتو أليغري   | 5.95%              | 9                  |
| 10    | كويابا         | 5.65%              | 10                 |

### الولايات المتحدة
أصدر معهد ويليامز في كلية القانون بجامعة كاليفورنيا أبحاث عن قانون التوجه الجنسي، نشرت دراسته في أبريل من عام 2011. بناءً على أبحاثها فإن نسبة 1.7% من البالغين في الولايات المتحدة تعريفه بأنه مثلي الجنس أو مثلية، في حين أن 1.8% أخرى تحدد كثنائي الجنس. استناداً إلى المعلومات من أخر 4 مسوحات سكانية وطنية، أشارات لتحليلات إلى أن هناك أكثر من 8 ملايين من البالغين في الولايات المتحدة هم مثليي جنس، أو ثنائي الجنس، أي 3.5% من السكان البالغين. 2.2% من الرجال يتم تعريفه بأنه مثلي الجنس وبنسبة 1.4% كثنائي الجنس. 1.1% من النساء يتم تعريفها كمثلية وبنسبة 2.2% كمزوجي الميول الجنسي.
تبين هذه القوائم المدن والمناطق الحضرية مع السكان الإل جي بي تي الأعلى من حيث عدد إجمالي السكان مثلي الجنس، وثنائي الجنس، استناداً إلى تقديرات نشرها معهد ويليامز مدرسة القانون «جامعة كاليفورنيا» في عام 2006.
الأعلى مرتبةً بالنسبة المئوية:
| مرتبة | المدينة       | النسبة المئوية لسكان المدينة | السكان المثليين وثنائي الجنس | السكان المثليين وثنائي الجنس |
| مرتبة | المدينة       | النسبة المئوية لسكان المدينة | تعداد السكان                 | المرتبة                      |
| ----- | ------------- | ---------------------------- | ---------------------------- | ---------------------------- |
| 1     | سان فرانسيسكو | 15.4%                        | 94,234                       | 4                            |
| 2     | سياتل         | 12.9%                        | 57,993                       | 9                            |
| 3     | أتلانتا       | 12.8%                        | 39,805                       | 12                           |
| 4     | منيابولس      | 12.5%                        | 34,295                       | 16                           |
| 5     | بوسطن         | 12.3%                        | 50,540                       | 10                           |
| 6     | ساكرامنتو     | 9.8%                         | 32,108                       | 20                           |
| 7     | بورتلاند      | 8.8%                         | 35,413                       | 14                           |
| 8     | دنفر          | 8.2%                         | 33,698                       | 17                           |
| 9     | واشنطن        | 8.1%                         | 32,599                       | 18                           |
| 10    | أورلاندو      | 7.7%                         | 12,508                       | 36                           |

الأعلى مرتبةً بإجمالي السكان:
| مرتبة | المدينة       | النسبة المئوية لسكان المدينة | السكان المثليين وثنائي الجنس | السكان المثليين وثنائي الجنس |
| مرتبة | المدينة       | النسبة المئوية لسكان المدينة | تعداد السكان                 | المرتبة                      |
| ----- | ------------- | ---------------------------- | ---------------------------- | ---------------------------- |
| 1     | نيويورك       | 6%                           | 272,493                      | 1                            |
| 2     | لوس أنجلوس    | 5.6%                         | 154,270                      | 2                            |
| 3     | شيكاغو        | 5.7%                         | 114,449                      | 3                            |
| 4     | سان فرانسيسكو | 15.4%                        | 94,234                       | 4                            |
| 5     | فينيكس        | 6.4%                         | 63,222                       | 5                            |
| 6     | هيوستن        | 4.4%                         | 61,976                       | 6                            |
| 7     | سان دييغو     | 6.8%                         | 61,945                       | 7                            |
| 8     | دالاس         | 7.0%                         | 58,473                       | 8                            |
| 9     | سياتل         | 12.9%                        | 57,993                       | 9                            |
| 10    | بوسطن         | 12.3%                        | 50,540                       | 10                           |
| 11    | فيلادلفيا     | 4.2%                         | 43,320                       | 11                           |
| 12    | أتلانتا       | 12.8%                        | 39,085                       | 12                           |
| 13    | سان هوزيه     | 5.8%                         | 37,260                       | 13                           |

المناطق الحضرية الكبرى من مجموع السكان:
| المرتبة | المدينة                                                    | المثليين وثنائي الجنس | النسبة المئوية للسكان المثليين ومزدوجي الميول الجنسي |
| ------- | ---------------------------------------------------------- | --------------------- | ---------------------------------------------------- |
| 1       | نيويورك – نيو جيرسي الشمالية – لونغ آيلند                  | 568,903               | 2.6%                                                 |
| 2       | لوس أنجلوس – لونغ بيتش، كاليفورنيا – سانتا أنا، كاليفورنيا | 442,211               | 2.7%                                                 |
| 3       | منطقة شيكاغو، إلينوي                                       | 288,478               | 3.1%                                                 |
| 4       | سان فرانسيسكو – أوكلاند – فريمونت، كاليفورنيا              | 256,313               | 3.6%                                                 |
| 5       | بوسطن – كامبريدج، ماساتشوستس – كوينسي، ماساتشوستس          | 201,344               | 3.4%                                                 |
| 6       | واشنطن العاصمة                                             | 191,959               | 2.5%                                                 |
| 7       | دالاس – فورت وورث – أرلينغتون، تكساس                       | 183,718               | 3.5%                                                 |
| 8       | ميامي– ميامي بيتش – فورت لاودردال                          | 183,346               | 4.7%                                                 |
| 9       | أتلانتا– ماريتا – ساندي سبرينغز                            | 180,168               | 4.3%                                                 |
| 10      | فيلادلفيا – كامدن، نيوجرسي – ويلمنغتون، ديلاوير            | 179,459               | 2.8%                                                 |